# Windpark Slufterdam
Windpark Slufterdam is een windmolenpark dat op de ringdijk van het slibdepot de Slufter staat, aan de kust van de Noordzee. Het slibdepot ligt in het zuidwestelijke deel van de Maasvlakte.

## Geschiedenis
Vanaf 1992 exploiteerde Eneco 12 Newinco 35 PI windturbines verspreid over de noordelijke en oostelijke zijde van de ringdijk van de Slufter, de Slufterdam. De turbines hadden een vermogen van elk 500 kW, in totaal 6 MW. In 2002 zijn deze 12 windturbines vervangen door 8 turbines gemaakt door General Electric met een ashoogte van 64,7 m, een rotordiameter van 70,5 m en een vermogen van 1,5 MW, op een onderlinge afstand van ca. 250 m. Hiermee is de capaciteit verdubbeld naar 12 MW, waarmee een equivalent van 10.300 huishoudens van windenergie kan worden voorzien. Op de westelijke zijde van de ringdijk liet Nuon in 2003 negen windturbines van hetzelfde type plaatsen. Hierdoor kwam het totale vermogen van het windpark uit op 25,5 MW, met een productie van 76.500 MWh, dat gelijkstaat aan het energieverbruik van 22.000 huishoudens. Beide bedrijven beschikken over een eigen aansluiting op het hoogspanningsnet.
Eneco en Nuon hebben het voornemen het huidige windmolenpark meer vermogen te geven. De bestaande turbines worden vervangen door grotere, moderne turbines met een vermogen van minimaal 3 en maximaal 6 MW, en aan de zuidzijde van de Slufter worden turbines bijgeplaatst. Daarnaast vindt een uitbreiding plaats met één turbine in oostelijke richting langs de Noordzeeboulevard. Afhankelijk van het type zullen er 12 tot 16 turbines worden geplaatst. De ashoogte komt te liggen tussen de 75 en 100 m en de rotordiameter tussen 80 en 126 m. Het aantal turbines bepaalt de onderlinge afstand, die minimaal 382 en maximaal 522 m zal bedragen.
In 2013 startte het proces omtrent de vergunningenprocedures en in 2016 de aanbestedingsprocedure. Uiterlijk in 2018 moet het windpark operationeel zijn.